# Atle Selberg
Atle Selberg, född 14 juni 1917 i Langesund, Telemark fylke, död 6 augusti 2007 i Princeton, New Jersey, var en norsk matematiker. Han gifte sig 1947 och flyttade därefter till USA, där han under åren 1947–1948 var verksam vid Princeton. Han tilldelades Fieldspriset 1950 och blev professor 1951.
Selberg har också valts in i både Norska vetenskapsakademin, Danska vetenskapsakademin och 1979 som utländsk ledamot av Kungliga Vetenskapsakademien.

## Matematiska resultat
Mars 1948 bevisade Selberg med elementära metoder formeln
{\displaystyle \vartheta \left(x\right)\log \left(x\right)+\sum \limits _{p\leq x}{\log \left(p\right)}\vartheta \left({\frac {x}{p}}\right)=2x\log \left(x\right)+O\left(x\right)}
där
{\displaystyle \vartheta \left(x\right)=\sum \limits _{p\leq x}{\log \left(p\right)}}
för primtal {\displaystyle p}. Samma år i juli upptäckte Selberg ett elementärt bevis av primtalssatsen baserande sig på formeln ovan.